# موشور مشتت

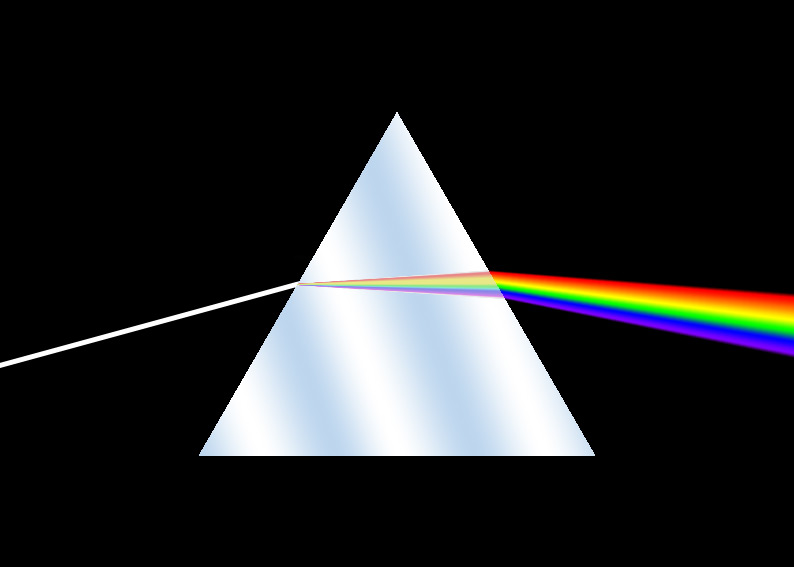
الموشور المثلثي، يشتت الضوء

الموشور أو المنشور (بالإنجليزية: Dispersive prism): في علم البصريات، أو أحد أنواع المواشير البصرية، له عادة شكل الموشور المثلثي الفراغي. وهو النوع الأكثر شهرة من الموشورات البصرية، بالرغم من أنه قد لايكون الأكثر استخدامًا. يستخدم الموشور المثلثي لتشتيت الضوء، بحيث يتحلل إلى عناصره الطيفية. يحدث هذا التشتيت بسبب تعلق زاوية الانكسار بمعامل الانكسار، والذي بدوره يتعلق بطول الموجة. ويستخدم الموشور أيضًا لقياس معامل الانكسار لمادة الموشور وبدقة تامة.

قانون لحساب زاوية الانحراف في المنشور الثلاثي

زاوية الانحراف ح = هـ1 +خ ـ أ

حيث : ح= زاوية الانحراف ، هـ1 = زاوية السقوط ، أ= زاوية رأس المنشور

زاوية رأس المنشور أ = هـ 2 + هـ 3

هـ2= زاوية الانكسار عند الوجه الأول ، هـ3= زاوية السقوط عند الوجه الثاني